# Hackintosh

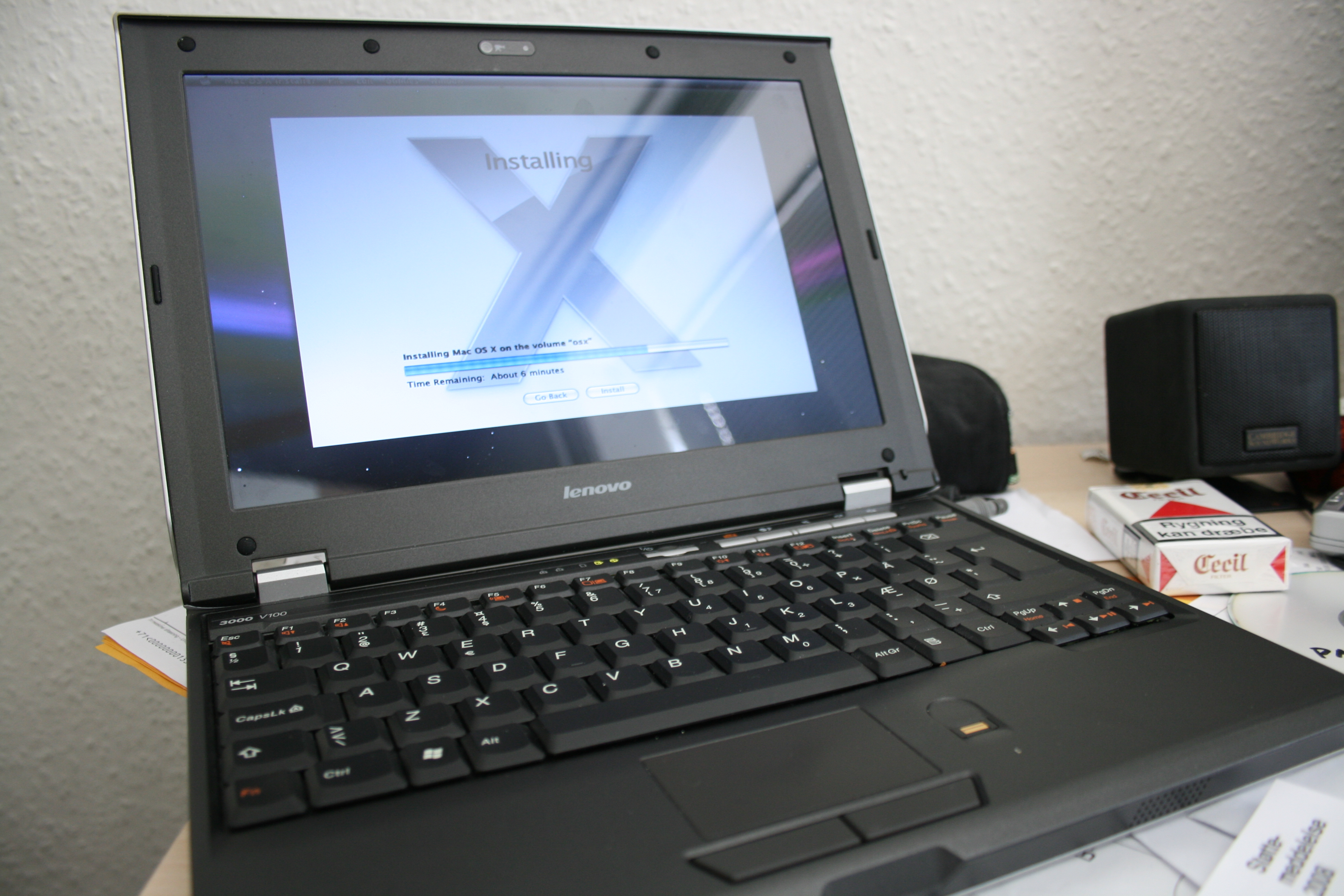
Mac OS X sendo instalado em um PC.

Hackintosh (de "hacker" + "Macintosh") refere-se ao processo de instalar sistemas operacionais nativos de computadores Apple (Macintosh), o mais atual em sua versão dez - OS X - em computadores não Apple; em computadores pessoais (PCs) usualmente comercializados.
A arquitetura de hardware e software dos dispositivos Apple é sabidamente proprietária e fechada; e os sistemas operacionais para os computadores Apple - atualmente centrados em um núcleo derivado do Unix conhecido como Darwin - são desenvolvidos de forma dedicada ao hardware, e não para fins à parte deste.
O processo de instalação só é possível com a escolha de hardware aberto específico (intel) o mais "similar" possível ao hardware da Apple, e graças a softwares que simulam uma interface EFI interpondo-se entre o sistema operacional e o sistema básico de entrada e saída (firmware) BIOS característico das arquiteturas abertas. Tal tarefa, nos hackintoshes, é propositalmente incorporada a "bootloaders" específicos; aos programas chamados pela BIOS para escolha e carga do sistema operacional tão logo o teste e configuração inicial de hardware sejam por ela concluídos.
A EFI / UEFI é um padrão criado pela INTEL que foi escolhido pela Apple para ser utilizado como interface com o hardware quando os Macs passaram a utilizar processadores Intel, sendo assim a única a diferença básica de boot entre um PC e um Mac com chips semelhantes na época.
A construção de hackintoshes a partir de placas de arquitetura aberta contudo baseadas em chips de empresas concorrentes à intel, a exemplo chips AMD, é problemática e quando possível, pouco suportada pela comunidade envolvida.
A partir de meados de 2008, alguns computadores PCs com hardware adequado passaram a ter bios com suporte nativo a UEFI, contudo mesmo nestes casos o hackintosh ainda demanda alguns cuidados.

## Instalação Original & Bootloaders

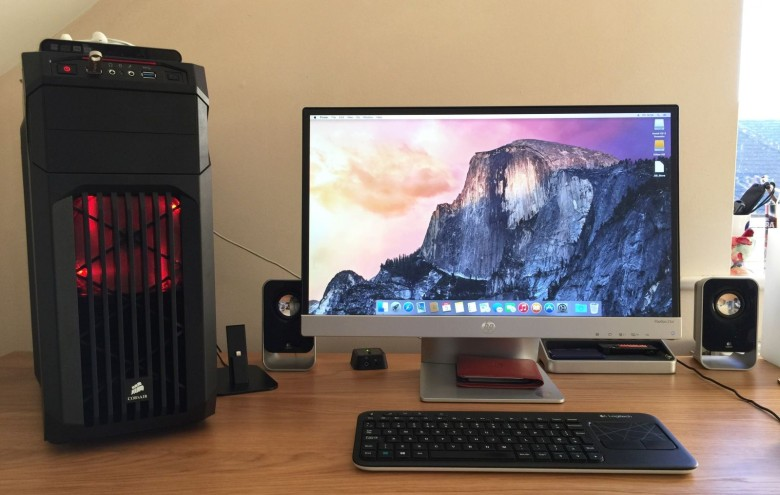
Hackintosh: OS X rodando em um computador de mesa (desktop).

No método de instalação original é utilizado apenas um bootloader compatível e mídia original do sistema operacional. Tal método é chamado popularmente de "instalação retail", referindo-se ao fato de que as mídias podem ser legalmente adquiridas no mercado.
O procedimento mais básico é a aquisição do DVD de instalação do OS X Snow Leopard, o último a ser distribuído desta forma, e sua instalação via bootloader. O uso do iBoot (Tonymac) como bootloader, baseado no Chimera, fornece um método bem simples para se instalar, embora haja diversos métodos alternativos igualmente não complicados.
Os bootloaders mais comuns são:
- Chameleon
- Chimera by Tonymac / MacMan (baseado em Chameleon)
- Clover
- MyHack (baseado em Chameleon)

A instalação por esse método difere do método Distro descrito adiante por usar o sistema operacional em sua forma original, e é a mais próxima do "legalmente admissível".
O bootloader é primeiramente carregado ao se inicializar a máquina, geralmente dando-se boot a partir de uma mídia externa como DVD ou pendrive "bootável" onde fora previamente gravado. Tal boot é necessário a fim de tornar possível a inicialização e instalação do sistema operacional contido na mídia original, não acessível diretamente por computadores de arquitetura aberta.
Inserindo-se a mídia original e invocando-a a partir do bootloader, que geralmente fornece uma tela para escolha do sistema a ser iniciado entre os disponíveis por ele encontrados na máquina, a instalação segue curso normal como em um macintosh real. Após instalado, pode-se inicializar o sistema operacional também via bootloader externo, mas geralmente usa-se esse mesmo bootloader ou programa configurador desenvolvido pela comunidade envolvida para tornar possível o boot sem a mídia externa, instalando-o também no disco rígido.
Por esse método só é possível instalar o OS X em computadores compatíveis com Macs, ou seja, que tenham hardware (processador, chips controladores, placa de vídeo) similar aos utilizados em computadores da Apple, tanto para o caso de notebooks como para desktops, observando a versão do sistema em relação ao computador, pois versões mais atuais dos sistemas da Apple não tem suporte em todos os computadores pós era Intel.
Listagens com componentes de hardware compatíveis são geralmente mantidas pelas comunidades envolvidas.
Para os que não possuem acesso a um hackintosh ou macintosh já em operação, a instalação prévia do Snow Leopard faz-se necessária pois as versões mais novas do OS XIII (a parte talvez o OS X Lion, à época distribuído em pendrive instalador pela Apple) têm de ser compradas e ou baixadas diretamente da Apple Store, o que só pode ser feito a partir de um OS X já em execução. Uma vez adquirida, gera-se a mídia externa de instalação da versão mais nova, dentro do hackintosh previamente instalado, e via bootloader, usualmente também propositalmente já adicionado à mesma mídia, também se instala-o, ou em partição do disco previamente separada - o que permite a coexistência das duas versões - ou diretamente sobre o Snow Leopard.

## Instalação via Distros

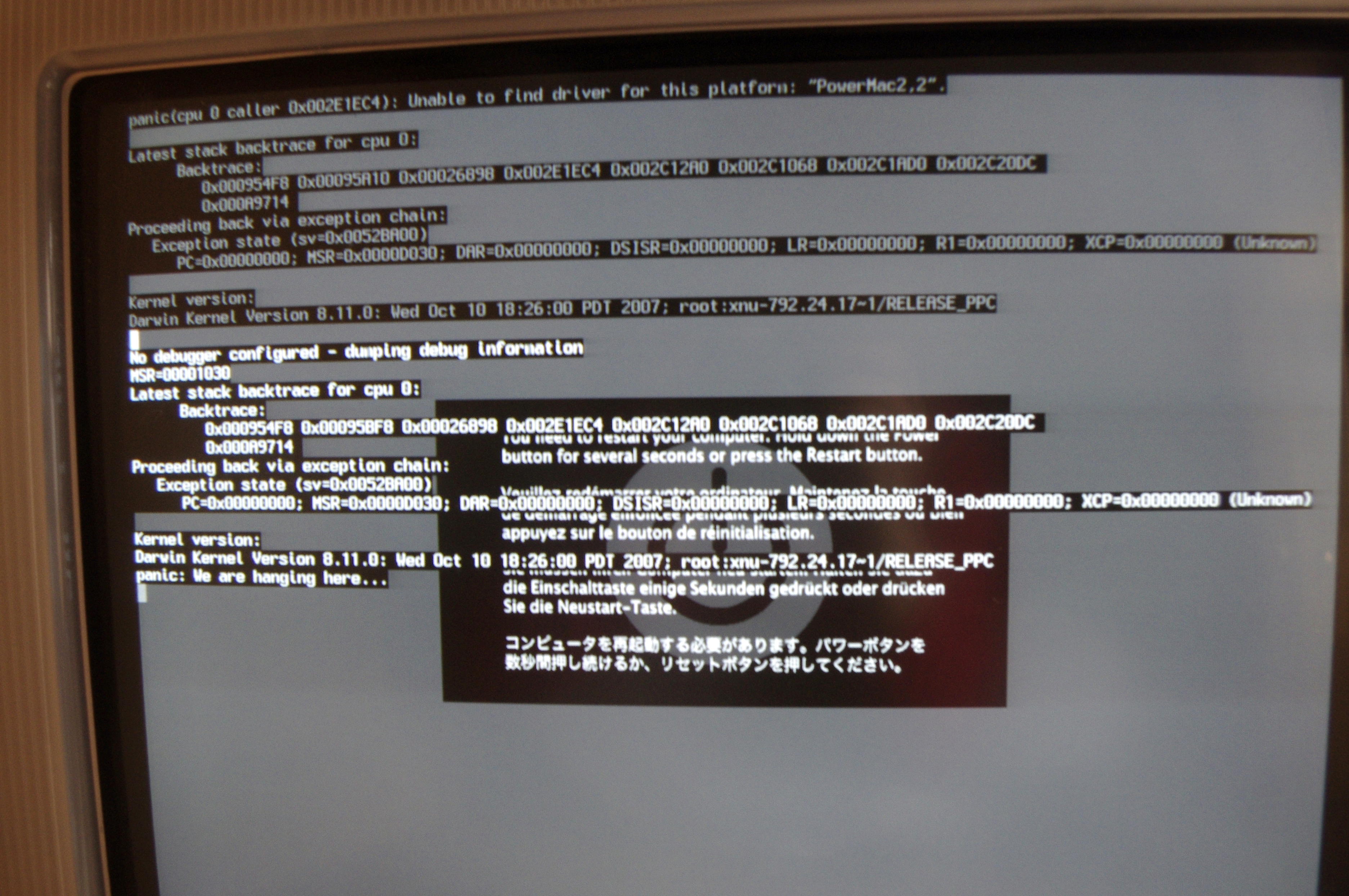
Durante a configuração de um hackintosh podem ocorrer alguns "kernel panic".

A instalação do sistema pode ser feita através de distribuições modificadas, popularmente chamadas de "distros", de forma muito similar à instalação de outros sistemas operacionais: insira o DVD, dê boot pela unidade ótica, e siga os passos de intalação.
Praticamente todas as distribuições já possuem bootloader incorporado ao sistema e o transferem automaticamente para o disco rígido durante a instalação; de forma que, ao reinicializar, o sistema instalado, já praticamente configurado, entrará automaticamente em execução.
Os distros geralmente têm alterações no sistema operacional para que a instalação possa ser compatível com hardwares não homologados pela Apple. Essas alterações vão desde a adição de drivers não assinados pela Apple à mudanças no e de kernel a fim de tornar possível a utilização do OS X assim modificado em computadores com processadores não usados em máquinas da Apple, a exemplo em máquinas com processadores Intel Atom ou mesmo AMD.
Devido às mudanças implementadas, as distribuições distanciam-se do legalmente aceito (retail), e são por alguns vistas como distribuições piratas.
Existem diversas distribuições, dentre elas as mais conhecidas sendo as listadas abaixo:

### iDeneb
iDeneb é uma versão modificada do Mac OS X Snow Leopard desenvolvida por "Layne" e o time iHackintosh para rodar o Mac OS X em computadores não Apple Inc.. Esta versão pode ser executada em computadores Intel e AMD. A versão atual, iDeneb 10.6.8, possui suporte para computadores netbook, Chameleon v2 bootloader e suporte adicional.

### iATKOS
iATKOS é uma versão modificada do Mac OS X criada pela comunidade "OSx86", que tem por objetivo permitir a instalação do Mac OS X em computadores pessoais comuns. Esta versão roda em computadores Intel e suporta HD´s particionados em Guid Partition Table e MBR.

### Niresh
Niresh é uma versão modificada do Mac OS X criada pela comunidade "Niresh", que também suporta computadores AMD. Há dois tipos de arquivos: em formato iso e outro dmg, formato padrão de discos Apple Inc..

### Outras distribuições
Além das três anteriores, há várias distribuições menos populares, tais como: Kalyway e Ipc, que rodam Snow Leopard 10.6.8, e algumas Lion 10.7.1

### Retail / Vanilla
- Dortania
- OpenCore
- Olarila - The Real Vanilla Hackintosh

### Distros
- iATKOS
- Hackintosh Zone

### Geral
- TonyMacX86
- InsanelyMac
- Hackintosh
- Bootloader Opencore
- Bootloader Clover: Wiki
- Bootloader Chameleon
- Bootloader MyHack